# Patrice Spinosi
Pour les articles homonymes, voir Spinosi.
Patrice Spinosi est un avocat français, né le 5 septembre 1972 à Paris.
Avocat au Conseil d’État et à la Cour de cassation, il est intervenu dans diverses affaires médiatiques devant la Cour de cassation et le Conseil d'État. Il est à l’origine de plusieurs condamnations de la France par la Cour européenne des droits de l’homme. Il a été porteur de nombreuses questions prioritaires de constitutionnalité (QPC) devant le Conseil constitutionnel.

## Biographie

### Carrière professionnelle
En 1996, il devient avocat à la cour d'appel de Paris. En 2000, après la mort prématurée de son père et à la suite de sa mère, il devient avocat au Conseil d’État et à la Cour de cassation,.
Il a été premier secrétaire de la Conférence des avocats aux Conseils et a fondé la Conférence Lysias, concours interuniversitaire de plaidoirie, avec Erwan Le Douce-Bercot et Gautier Gisserot.
Décrit dans la presse comme « l’avocat qui fait bouger les lignes »,, Patrice Spinosi a pris part à d’importantes affaires devant les plus hautes juridictions françaises et européennes.   
Il est régulièrement cité parmi les « défenseurs des libertés » en France.  
Depuis 2011, il est classé dans le « palmarès des avocats les plus puissants de France » établi par le magazine GQ, où il est décrit comme un « croyant humaniste » qui « a l'âme d'un révolutionnaire et le style d'un universitaire ». En 2015, il accède à la première place et devient « l’avocat le plus puissant de France de l’édition 2015-2016 ».  
Son cabinet, décrit à l'époque par les médias comme « l'un des plus cotés de Paris », est devenu en juin 2014 « la SCP Spinosi-Sureau du nom de son association avec François Sureau, ancien conseiller d'État et écrivain, devenu avocat ». L'hebdomadaire Le Point les qualifiait en 2020 de « moines-soldats du droit ». 
Le 5 février 2021, François Sureau s'est retiré de la qualité d'avocat aux conseils, prenant prétexte de son élection à l'Académie française, modifiant ainsi la dénomination du cabinet en « SCP Spinosi ».

## Principales affaires
En qualité d'avocat aux Conseils, Patrice Spinosi a plaidé devant les plus hautes juridictions françaises et européennes. 

### Devant la Cour de cassation
Patrice Spinosi a obtenu de la Cour de cassation qu'Yvan Colonna bénéficie d'un nouveau procès. Reprenant le combat mené avant lui par de nombreux avocats à la cour, le manque d'indépendance du parquet français a été reconnu et la mise sur écoute de cellules de garde à vue a été condamnée. Lors du procès de l'Erika, il a contribué à la reconnaissance de la notion de « préjudice écologique ». Il a défendu depuis la société Total, notamment dans le cadre de l'affaire dite « Pétrole contre nourriture » ou dans le cadre des recours contre les permis de forage en Guyane,. 
Il est intervenu dans l'affaire Bettencourt au nom de l'ancien président Nicolas Sarkozy,, mais aussi de l'ancien ministre Éric Woerth ou de François-Marie Banier. En 2015, il a de nouveau représenté Nicolas Sarkozy dans l'affaire de trafic d'influence avec Thierry Herzog et le haut magistrat Gilbert Azibert. 
Il a représenté Jérôme Kerviel devant la Cour de cassation et a obtenu la cassation des dispositions civiles qui condamnaient l'ancien trader à rembourser l'intégralité du préjudice subi par la Société générale, soit 4,9 milliards d'euros, ce qui ouvre la voie à un nouveau procès. Il défend depuis régulièrement la Société Générale,,.
Patrice Spinosi a aussi représenté la crèche Baby Loup devant la Cour de cassation, et le joueur Karim Benzema dans l'affaire de la sextape de Mathieu Valbuena.
Il a aussi défendu Rachel Lambert pour obtenir l'arrêt définitif de la suspension des traitements de son mari Vincent Lambert. Il défend la famille Fraisse après la mort de Rémi Fraisse en 2014, l'affaire se concluant par un non-lieu.

### Devant le Conseil d’État
Devant le Conseil d’État, Patrice Spinosi a notamment défendu la société Google, des sociétés de voitures de tourisme avec chauffeur (VTC) ou encore la Ligue de Football Professionnel.
En tant qu’avocat de la Section française de l’Observatoire international des prisons (OIP), il a obtenu de nombreuses décisions du Conseil d'État sur la situation carcérale en France. Il en fut ainsi concernant l’insalubrité de la prison des Baumettes à Marseille et de la prison de Nîmes ou au sujet des fouilles à nu systématiques. Il a aussi obtenu plusieurs décisions dans le domaine du droit des étrangers, notamment comme avocat de la Cimade.
Pour la Ligue des droits de l'Homme, Patrice Spinosi a initié un référé pour faire suspendre l'état d'urgence déclaré en France en novembre 2015, a obtenu du Conseil d’État la suspension d'un arrêté municipal qui interdisait le port du burkini sur la plage, ce sujet ayant suscité une très vive polémique en France et dans le monde. Lors de la crise des Gilets jaunes, il s'est opposé à l'usage des LBD par les forces de l'ordre. Dans le cadre de l'état d'urgence sanitaire, lié à la pandémie de Covid-19, il a limité le pouvoir de police des maires, obtenu l'interdiction de l'usage des drones et la suspension de l'interdiction de manifester.
Amateur de chasse, il défend en 2020 la Fédération nationale des chasseurs dans le cadre des recours introduits par l'association One Voice et la Ligue pour la protection des oiseaux contre l'autorisation de chasser la tourterelle des bois, l'alouette des champs, les vanneaux, les grives et les merles noirs. Il défend également la Fédération dans le combat mené pour l'autorisation de la chasse à la glu après le refus du gouvernement d'autoriser à nouveau cette pratique pour la saison 2020-2021.

### Devant le Conseil constitutionnel
Patrice Spinosi a plaidé de nombreuses questions prioritaires de constitutionnalité (QPC), notamment sur le régime des gardes à vue en matière de terrorisme, le secret-défense dans l'affaire Karachi, le procès de l'ancien président Jacques Chirac, la présence de l'avocat en garde à vue, les données de connexion ou l'interdiction de sortie du territoire. Il a aussi contribué à la QPC EADS sur le Non bis in idem. 
Au nom de l'OIP, il a fait examiner par le Conseil constitutionnel plusieurs QPC sur les droits des détenus.
Patrice Spinosi a initié plusieurs QPC contre la loi sur l'état d'urgence et a obtenu du Conseil constitutionnel la censure des perquisitions numériques. 
En qualité d'avocat de Cédric Herrou, il a obtenu du Conseil constitutionnel la consécration, pour la toute première fois, du principe constitutionnel de fraternité et de la liberté d'aider autrui dans un but humanitaire, ce qui permet de réduire le délit de solidarité.
Au nom, notamment, de l'association Médecins du Monde et du Syndicat du Travail Sexuel (STRASS), il a soutenu une QPC pour obtenir l'abrogation de la pénalisation des clients de la prostitution. 
Il a aussi défendu une QPC afin de permettre la réhabilitation des personnes ayant été condamnées à mort l'abolition de cette peine en 1981.

### Devant la Cour européenne des droits de l'homme
Patrice Spinosi a fait condamner la France au sujet du statut du parquet français,, dans l'affaire Medvedyev, de l'insuffisante motivation des arrêts d'assises, ou encore du droit à l’assistance d’un avocat en garde à vue.  
Patrice Spinosi a aussi obtenu plusieurs condamnations de la France au sujet du droit des détenus et des conditions pénitentiaires.
Dans l'affaire Mennesson, il a aussi fait condamner la France sur la gestation pour autrui,,.
Au nom de journalistes et d'avocats français, il attaque la loi relative au renseignement devant la Cour européenne,.
Après plusieurs condamnations individuelles de la France pour des détenus soumis à des conditions indignes d'incarcération, il obtient une injonction générale contre l’État français de mettre un terme à la surpopulation carcérale.

### Devant la Cour de justice de l'Union européenne
Patrice Spinosi est intervenu devant la Cour de justice de l'Union européenne notamment au sujet du délit de séjour irrégulier en France,.

## Publication
- Menace sur l'état de droit, Allary Éditions, 2025 (ISBN : 9782370735157)